# Baudouin Fraeijs de Veubeke
Baudouin M. Fraeijs de Veubeke (Reigate, 3 de agosto de 1917 — Liège, 16 de setembro de 1976) foi um engenheiro belga.
Foi aluno de Maurice Anthony Biot, e professor na Universidade de Líège e na Universidade Católica de Louvain. Foi membro da Académie Royale des Sciences, des Lettres et des Beaux-arts de Belgique.

## Publicações
- «Displacement and equilibrium models in the finite element method» (PDF)